# Lacanobia elanora
Lacanobia elanora är en fjärilsart som beskrevs av Barnes och Mcdunnough 1918. Lacanobia elanora ingår i släktet Lacanobia och familjen nattflyn. Inga underarter finns listade i Catalogue of Life.